# Friedhofskapelle St. Gangolf (Geisa)

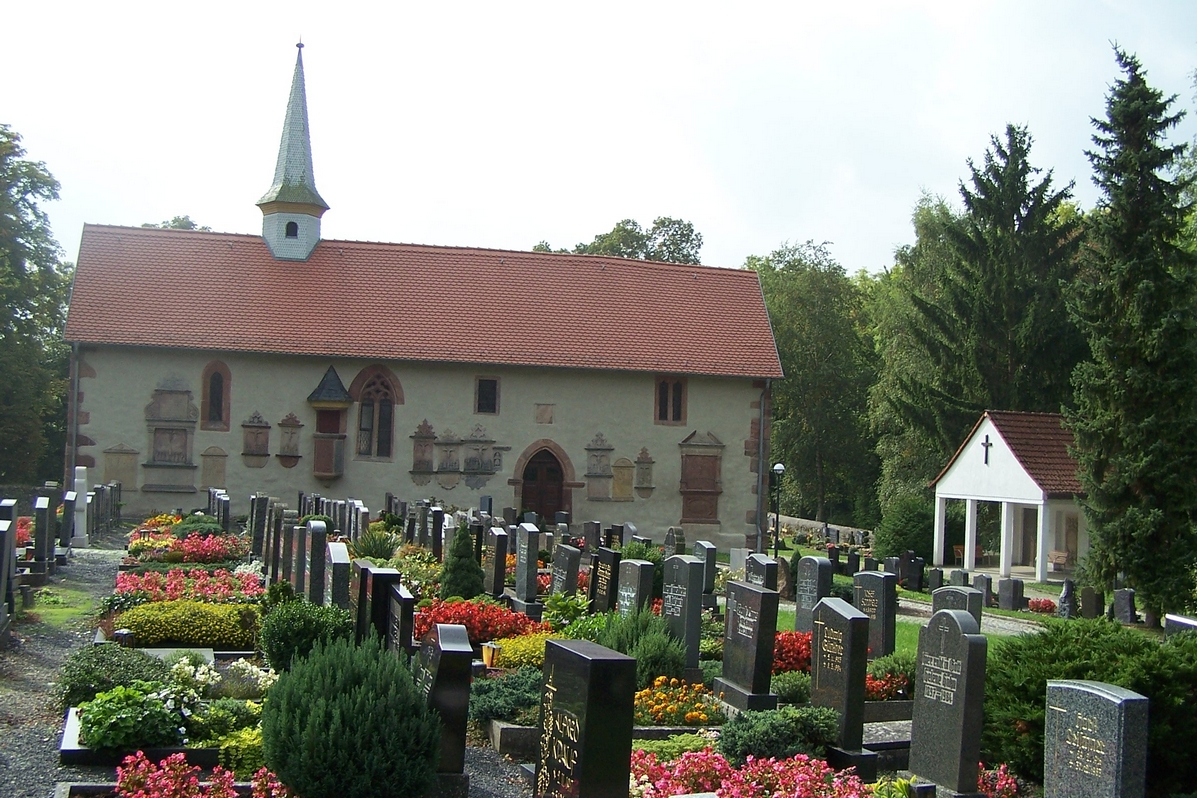
St. Gangolf

Die Kapelle St. Gangolf steht auf dem Friedhof in Geisa, einer Landstadt im Süden des Wartburgkreises in der thüringischen Rhön im Ulstertal.

## Beschreibung
Ursprünglich befand sich der Friedhof auf dem Gelände des heutigen Kirchplatzes. Er wurde an den Gangolfiberg verlegt, um die katholische Stadtpfarrkirche zu bauen. Die Friedhofskapelle St. Gangolf ist seit 1461 urkundlich nachweisbar. Umbaumaßnahmen erfolgten 1564 und 1624.
Die verputzte Saalkirche mit Ecksteinen hat an der Südwand einen massiven Strebepfeiler. Auf dem Satteldach erhebt sich ein Dachreiter mit verschindeltem, spitzen Zeltdach. Die Fenster mit Spitz- und Vorhangbogen sind spätgotisch. In der Mitte der Nordseite der Außenwand ist eine polygonale balkonartige Kanzel von 1564, die mit einem Fries und Ecksäulchen verziert ist. Sie ist von innen nicht mehr begehbar. Ein Schalldeckel schützt die Kanzel vor Einflüssen durch die Witterung. An der Nordwand befinden sich ferner Grabsteine aus den 16.–18. Jahrhundert mit Darstellungen von Kreuzigungen. Im Osten sind Grabsteine des letzten Amtmanns von Rockenstuhl und seiner Frau von 1703. Der flachgedeckte Innenraum hat im Westen eine Empore. Auf dem modernen Altar steht eine Kreuzigungsgruppe. Das Altarretabel hat Reliefs von einem Schnitzaltar, der um 1520 entstanden ist. Sie zeigen die heiligen Bonifatius, Nikolaus, Blasius, Barbara, Katharina und zwei Mönche. In den Gewänden der östlichen Fenster sind Reste figürlicher Wandmalerei aus der 1. Hälfte des 15. Jahrhunderts zu sehen. Sie zeigen Barbara und Katharina von Ranken umgeben. Im oberen Teil ist die ergänzte Verkündigung zu sehen sowie die 1965 stark überarbeiteten Darstellungen von Bonifatius und Simplicius von 1605.
Die Friedhofsmauer hat ein Sandsteinrelief von 1570 und das Wappen des Fürstabtes Balthasar von Dernbach. An der Innenseite sind vermauerte Grabsteine, der älteste ist von 1411. Im Friedhof befindet sich ein gusseisernes Relief der Vierzehn Nothelfer auf Säulen aus dem 19. Jahrhundert.